# Rattus richardsoni
Rattus richardsoni is een rat die voorkomt in de Snow Mountains van Westelijk Nieuw-Guinea, in dezelfde regio als zijn nauwe verwanten R. omichlodes, R. pococki en R. arrogans. Het dier leeft in "alpenweiden" en toendra-achtige habitats, op 3225 tot 4500 m hoogte.
Deze soort heeft een zachte, dichte vacht. De rug is roodbruin, geleidelijk overlopend in de geelwitte buik. De staart is van boven bruin en van onder wat lichter. De kop-romplengte bedraagt 126 tot 164 mm, de staartlengte 92 tot 147 mm en de achtervoetlengte 30 tot 39 mm. Jonge dieren zijn wat donkerder. Vrouwtjes hebben 2+2=8 mammae. Deze soort lijkt oppervlakkig veel op R. giluwensis, maar schijnt daaraan niet nauw verwant te zijn.